# Lactobacillus casei
Lactobacillus casei – gatunek Gram-dodatnich, laseczkowatych bakterii z rodzaju Lactobacillus. Są nieruchliwe, osiągają od 0,7 do 1,1 mikrometrów średnicy i od 2 do 4 mikrometrów długości. Bakteria przeprowadza homofermentację glukozy, której produktem jest kwas mlekowy. Jest mezofilna i nie rośnie w temperaturach przekraczających 45 °C. Występuje w mleku, dojrzewających serach, kulturach piekarniczych zawierających mleko oraz w kiszonej kapuście. Znaleziono ją także w przewodzie pokarmowym człowieka i krowich odchodach. Obecnie jest dodawana do wielu produktów żywnościowych celem poprawy ich jakości.
Wyróżnia się wiele podgatunków i szczepów.

## Biologia

### Fizjologia
Białko stanowi 47% suchej masy bakterii. Nie wytwarza przetrwalników, podobnie jak inne bakterie przeprowadzające fermentację mlekową. Charakteryzuje ją duże zapotrzebowania pokarmowe. Lactobacillus casei nie wytwarza katalazy, przez co w biotopie o dużym stężeniu tlenu jej wzrost jest częściowo zahamowany wytwarzanym przez nią nadtlenkiem wodoru.

### Genetyka
Genom L. casei liczy około 2,9 miliona par zasad.

## Znaczenie

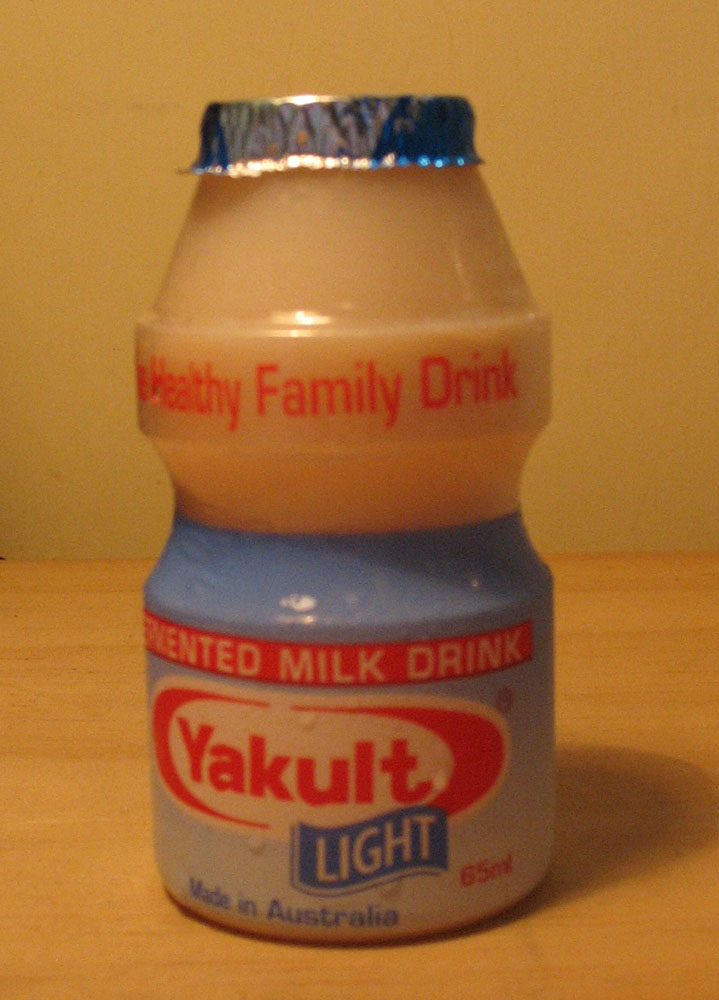
Buteleczka Yakult – napój na bazie mleka zawierający Lactobacillus casei Shirota

Bakteria znalazła szereg zastosowań. Głównie wykorzystuje się ją w przemyśle mleczarskim. Zespół naukowców z Simón Bolívar University w Wenezueli  udowodnił, że Lactobacillus casei wspomaga procesy trawienia.
Lactobacillus casei jest zwykle gatunkiem dominującym wśród innych bakterii fermentacji mlekowej. Jest to także główny gatunek odpowiadający za proces naturalnej fermentacji zielonych oliwek na Sycylii.
Niektóre szczepy uznawane są za probiotyki które przyspieszają wyzdrowienie w infekcyjnych chorobach jelit, zwłaszcza u dzieci. Część badań kwestionuje skuteczność Lactobacillus w chorobach infekcyjnych. Według WHO (Światowej Organizacji Zdrowia) zanim dany szczep zostanie uznany za posiadający właściwości lecznicze, należy przeprowadzić odpowiednie testy kliniczne przed dodaniem jej do żywności.
Wykazano, że Lactobacillus casei wpływa hamująco na wzrost Helicobacter pylori w warunkach in vitro, jednak  in vivo nie odgrywa prawdopodobnie żadnej roli.
Do najlepiej udokumentowanych probiotyków zalicza się szczep L. casei o kodzie DN-114001 oraz Lactobacillus casei Shirota. Przeprowadzono wiele badań nad ich zastosowaniami. Obecnie stosuje się je jako dodatki do żywności. Pozytywny efekt zdrowotny wiąże się z koniecznością częstego spożywania tych mikroorganizmów.
Jogurty marki Actimel produkowane przez firmę Danone używają szczepu L. casei o symbolu DN-114001. Są reklamowane jako środki poprawiające odporność organizmu. L. casei DN-114001 w Polsce reklamuje się jako "L. casei defensis". Jest to wyłącznie nazwa marketingowa, której nie stosuje się w bakteriologii. W innych krajach, np. w Czechach i we Włoszech ta sama bakteria wykorzystywana przez firmę Danone określana jest jako L. casei immunitass, a w USA jako L. casei immunitas. Podobna sytuacja dotyczy jogurtu Jogobella firmy Zott. Na opakowaniach widnieje napis, zgodnie z którym produkt zawiera odmianę Lactobacillus casei prophylactis, która w rzeczywistości nazywa się Lactobacillus paracasei (Lpc- 37) i nie należy do gatunku L. casei.
Operon laktozowy (lacTEGF) z Lactobacillus casei szczepu BL23. Gen lacT koduje transkrypcyjny anty-determinator, lacE i lacF dla specyficznych dla laktozy domen fosfoenolopirogronowych: fosfotransferazy (PTSLac) EIICB i domen EIIA, i lacG dla fosfo-β-galaktozydazy. L. casei jest w stanie metabolizować N-acetylolaktozoaminę (LacNAc), disacharyd obecny w mleku ludzkim i błonie śluzowej jelita.